# Maeil Broadcasting Network
Maeil Broadcasting Network (MBN, 매일방송?, Maeil BangsongLR) è un canale televisivo via cavo generalista sudcoreano, proprietà di Maeil Business Newspaper.